# Eyrecourt
Eyrecourt, connu historiquement comme Donanaghta (Irlandais: Dún an Uchta), est une localité située dans le comté de Galway de la province de Connacht (Irlande), avec une population en 2022 de 254 habitants.
Il se trouve dans l'ouest du pays, près la ville de Galway et de la baie de Galway (océan Atlantique).

## Histoire
Le village reçoit son nom de la famille anglaise des Eyre que sont venus en Irlande avec Oliver Cromwell. Ils existent autres endroits nommés par la famille comme Eyre Square, dans la ville de Galway. Son ancienne résidence, le château d'Eyrecourt (actuellement une ruine), laisse une entrée de métal grande au côté est de la rue principale du village et il y a une pelouse de 100 acres (0.40 km2) derrière. La famille s'associait beaucoup avec les chasseurs locaux, les Galway Blazer.

## Services
Le village se situe dans le point moyen du chemin de Beara-Breifne, un chemin historique marqué pour faire du vélo et pour se balader. Dans le village, il y a une alimentation générale, une pharmacie, une bibliothèque, une école primaire, un magasin de fast-food, un centre médical, un atelier et un concessionnaire de tracteurs. Le club de hurling du Meelick-Eyrecourt GAA (en) est né dans le village. Divers groupes de sports et activités utilisent la salle de fêtes publique pour des événements et des entraînements. Il existe un club local de kayak.
Il y a un festival biennal de machines classiques dans lequel s'exhibent des vieux tracteurs, des vieux moteurs à vapeur et des vieilles machines de ferme.
Eyrecourt est situé environ 70 km de la ville de Galway (une heure en voiture) et 150 km de Dublin (2 heures en voiture).

## Relations Internationales
Eyrecourt est jumelé avec le village de Gouesnach dans la région française de la Bretagne.

## Paroisse
La paroisse de Eyrecourt dans le sud-est du comté de Galway incorpore les centres ecclésiastiques anciens de Dunanaughta (Eyrecourt), Clonfert et Meelick se limite avec les rivières Shannon et Suck pendant 26 km.
Dedans de Dunanaughta, il y a deux églises ; l'église catholique de Saint Brendan qui possède quelques fenêtres de vitrail notables et l'église de l'Église de l'Irlande de Saint Jean le Baptiste (une structure anglo-gothique construite dans l'an 1867). Meelick a l'église catholique la plus ancienne en service qui sert depuis 1414 apr. J.-C. Clonfert Possède la tombe de Saint Brendan "le Navigateur" et la cathédrale de Clonfert (avec son entrée architecturalement notable), et une statue du XIVe siècle de "Notre Dame de Clonfert".

## Transport
Eyrecourt dispose d'une ligne de bus. La 547 parcourt entre Portumna et Ballinasloe. En Ballinasloe, passe par le centre avant de terminer son parcours dans la gare, où on peut prendre des trains vers Athlone, Galway et Dublin. En semaine et le samedi, il y a quatre trajets dans chaque sens et le dimanche, seulement deux.

## Personnes notables
- Charles Burton, juge de la cour suprême.
- Cornelius Coughlan, récipient de la Croix de Victoria.
- Roger Whittaker, auteur-compositeur-interprète (né à Nairobi, mais a habité en Eyrecourt).
- Joe Salmon, joueur de hurling qui a grandi en Eyrecourt.